# Beloit (Wisconsin)
Beloit è una città degli Stati Uniti, situata contea di Rock, nello Stato del Wisconsin. La città è stata fondata nel 1836.

## Geografia fisica
Le coordinate geografiche della città sono 42°30′30″N 89°01′54″W. Beloit ha una superficie di 43,2 km², di cui 42,6 coperti da terra e 0,6 coperti d'acqua. La città è situata a 228,9 m s.l.m. Le località situate nei paraggi di Beloit sono: Janesville, Clinton, South Beloit, Rockton, Roscoe, Caledonia e Machesney Park.

## Società

### Evoluzione demografica
Secondo il censimento del 2010, Beloit contava 36 966 abitanti e 8 867 famiglie residenti nella città. La densità di popolazione era di 855,69 abitanti per chilometro quadrato. Le unità abitative erano 15 177, con una media di 351,31 per chilometro quadrato. La composizione razziale contava il 68,9% di bianchi, il 15,1% di afroamericani, lo 0,4% di nativi americani, l'1,1% di asiatici e il 10,0% di altre razze. Gli ispanici e i latini erano 17,1% della popolazione residente.
Il 27,7% della popolazione aveva meno di 18 anni, l'11,5% da 18 a 24 anni, il 28,5% da 25 a 44 anni, il 19,3% da 45 a 64 anni e il 13,0% da 65 anni in più. L'età media della popolazione era 33 anni. Per ogni 100 donne, c'erano 92,1 uomini. Il reddito mediano per una famiglia residente nella città era di 36414 $. Gli uomini avevano un reddito mediano di 32870 $, mentre le donne avevano un reddito mediano di 23925 $.